# Erden Alkan
Erden Alkan (* 12. Februar 1941 in Giresun, Türkei) ist ein deutsch-türkischer Theatergründer, -autor und -regisseur sowie Theater-, Film- und Fernsehschauspieler.

## Leben
Alkan arbeitete von 1969 bis 1976 an verschiedenen Istanbuler Theatern und hatte auch Rollen beim türkischen Film.
Nach seiner Emigration in die Bundesrepublik Deutschland war er als Schauspieler am Staatstheater Darmstadt und an Theatern in Rheydt, Krefeld und Frankfurt am Main zu sehen, aber auch am Wiener Burgtheater. Sein deutsches Fernsehdebüt gab er 1982 in einer Ein Fall für zwei-Episode. Zahlreiche weitere Fernsehrollen folgten. Vielen dürfte er als türkischer Vater Ümit Ergün, Vater von Deniz, in der Soap-Opera Unter uns (ab 2003) in Erinnerung geblieben sein. Mehrfach war er auch als Onkel Erdogan in der Comedyserie Alles Atze (2001/2007) zu sehen. Eine kleinere Rolle in einem deutschen Kinofilm hatte Alkan 1999 in Kutluğ Atamans Lola und Bilidikid. Hier spielte er einen Taxifahrer.
2003 gründete Alkan in Mainz ein eigenes Theater, das Internationale Theater Erden Alkan Mainz. Hier führt er auch selbst Regie, so 2005 bei der Komödie Die blutige Nigar (Kanlı Nigar) von Sadık Şendil, und zeigt zum Teil eigene Programme wie das Kabarett Einmal Türke, immer Türke.
Von 2008 bis 2015 spielte er in der ARD-Kriminalfilmreihe Mordkommission Istanbul (nach den Özakin-Romanen der ZDF-Moderatorin Hülya Özkan) die Rolle des Yilmaz, des Dienstvorgesetzten des Istanbuler Kommissars Mehmet Özakin (gespielt von Erol Sander).
In der Folge 1495 übernahm er die Rolle des Imam in der Serie Lindenstraße.
Der schlanke, hochgewachsene Schauspieler spricht Deutsch mit einem leichten Akzent. Er ist auch als Hörspielsprecher tätig.

## Filmografie (Auswahl)
- 1982–1983: Ein Fall für zwei (2 Episoden)
- 1995: Schwarz greift ein – Geschändet
- 1996: Kurklinik Rosenau – Dick liebt Dünn
- 1997: Tatort – Gefährliche Übertragung
- 1998: Der Fahnder – Bandenkrieg
- 1998: Verbotene Liebe (1 Episode)
- 1998: Tatort – Brandwunden
- 1999: Ritas Welt (Fernsehserie: Folge: „Kittel des Grauens“)
- 1999: Tatort – Kriegsspuren
- 2000: Dr. Stefan Frank – Der Arzt, dem die Frauen vertrauen – Heimat
- 2001–2007: Alles Atze (drei  Episoden)
- 2006: Kommissarin Lucas – Skizze einer Toten
- 2006: Blackout – Die Erinnerung ist tödlich
- 2007: GSG 9 – Ihr Einsatz ist ihr Leben – Ich, der Feind
- 2008: Die Welt ist groß und Rettung lauert überall
- 2008: SOKO Leipzig – Istanbul Connection
- 2008–2015: Mordkommission Istanbul (10 Episoden)
- 2008: Evet, ich will!
- 2011: Marco W. – 247 Tage im türkischen Gefängnis
- 2012: Fetih 1453
- 2014–2015: Lindenstraße (7 Episoden)
- 2016: Diriliş: Ertuğrul
- 2016: Krauses Glück (Fernsehfilm)
- 2016: Heldt – Bochum Gangsta